# Lessac
Lessac là một xã thuộc tỉnh Charente trong vùng Nouvelle-Aquitaine tây nam nước Pháp. Xã này có độ cao trung bình 132 mét trên mực nước biển.
Sông Clouère bắt nguồn ở Lessac.
Sông Vienne tạo thành phần lớn ranh giới phía đông thị trấn.